# Nostalgikum Uersfeld
Das Nostalgikum Uersfeld ist ein Heimatmuseum in der Gemeinde Uersfeld.
Das Museum in der alten, vor 1900 erbauten Jungenschule der Gemeinde wurde im September 2011 eröffnet.
Auf einer Ausstellungsfläche von 300 m² werden Eindrücke aus dem 20. Jahrhundert vermittelt.

## Ausstellung
Die Ausstellung zeigt Gegenstände, Fotos und Dokumente aus verschiedenen Themenbereichen aus dem  Leben im 20. Jahrhundert und dokumentiert die äußerliche Realität des alltäglichen Lebens.
Gezeigt werden ein Bad aus den 1950er Jahren, ein vollständig eingerichtetes Schulzimmer, ein Kolonialwarenladen, ein Frisörsalon und eine Poststelle. Ebenso Arbeitswerkzeug und Gegenstände aus den Bereichen Bienenzucht, Dorfkneipe, Eisen- und Haushaltswaren, Forstbüro, Gendarmerie, Kohlenhandlung, Maler, Sattlerei und Polsterei, Schneider, Schuster und Stellmacher sowie Kinderspielzeug.
Das Museum ist ganzjährig sonntags und von April bis Ende Oktober jeweils dienstags, donnerstags und sonntags von 14.00 bis 17.30 Uhr geöffnet (Einlass bis 17.00 Uhr). Sondertermine für Gruppen ganzjährig, nach telefonischer Vereinbarung. Wilhelm Kirchesch sammelte die Objekte und richtete die Präsentation aus.